# Bret Harte

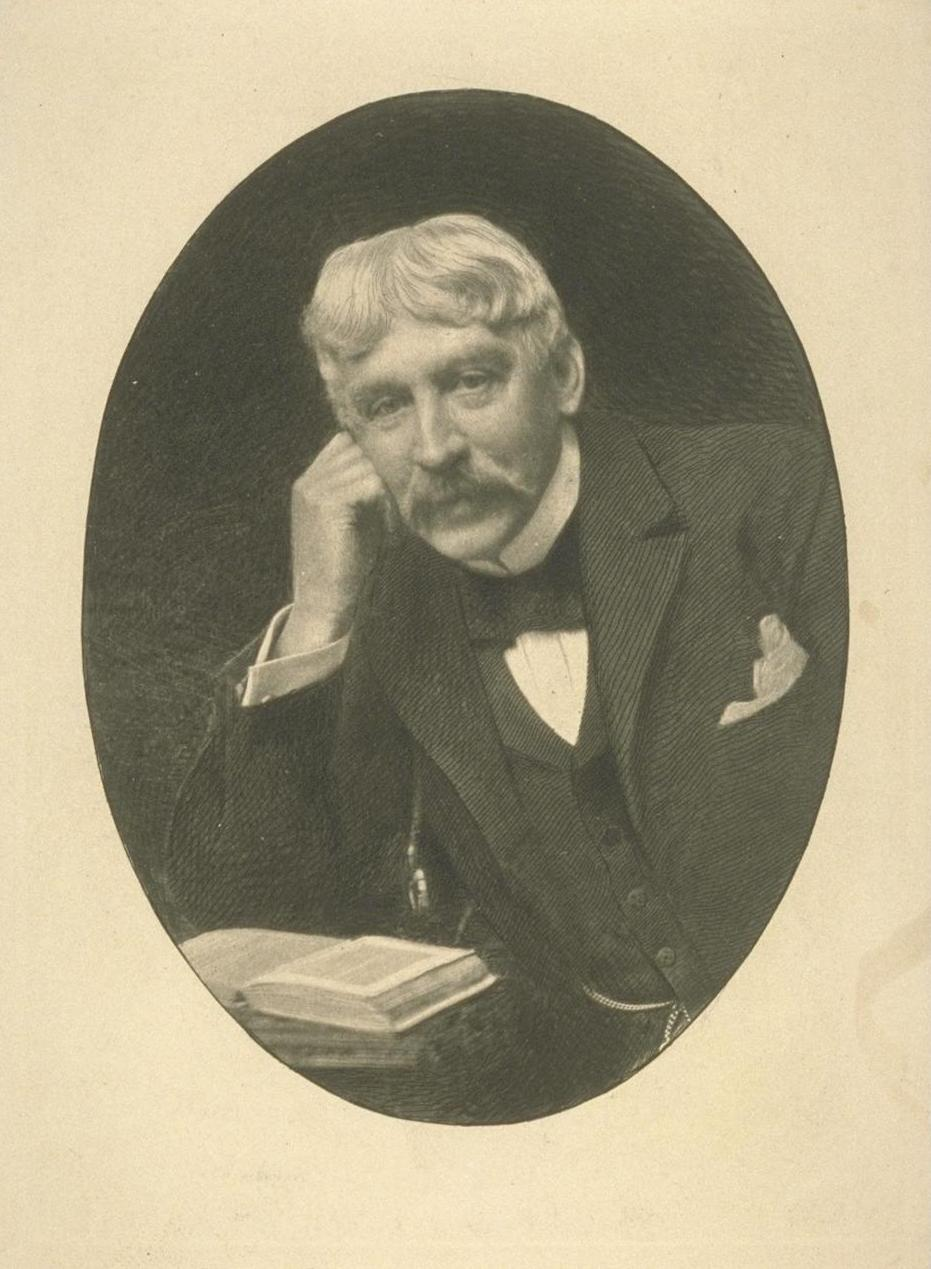
Bret Harte.

Francis Bret Harte (25 de agosto de 1836–6 de mayo de 1902) fue un escritor estadounidense, famoso como poeta y sobre todo por sus crónicas y relatos sobre la vida del pionero en California, perteneciente al Realismo.

## Biografía
Harte nació en Albany (Nueva York) y perdió a su padre siendo aún muy joven, por lo que tuvo que ponerse a trabajar a los quince años; se mudó a California con su madre en 1853, trabajando como mensajero, minero, tipógrafo, maestro de escuela y periodista. En este último oficio conoció a Mark Twain, quien terminó distanciándose de él a causa de su carácter de sablista, mal pagador y maltratador de su mujer. Fue un colaborador regular del Golden Era y, a partir de 1868, director de la importante revista Overland Monthly, en cuyas páginas aparecieron los relatos cortos de Bocetos californianos. Un poema humorístico "The Heathen Chinne" (El chino pagano), lo hizo famoso desde el Pacífico al Atlántico. En 1878, a pedido suyo, fue nombrado cónsul en la ciudad de Crefeld, en Prusia, y luego en Glasgow. Sus últimos años los pasó en Londres disfrutando de la amistad de Charles Dickens; murió en Surrey a los sesenta y tres años.
Con fama de borrachín y bohemio, y, como ya se ha dicho, de sablista y mal pagador, sus primeros trabajos literarios aparecieron en la revista The Californian. Dirigió el Overland Monthly. Se hizo famoso con un poemario, The lost Galleon, hoy olvidado, pero su fama perdura a través de sus cuentos en prosa, en los cuales forjó, parodiando el estilo y la visión del mundo solemne y mendaz de James Fenimore Cooper, la iconografía del "Lejano Oeste" o Far West y del Destino manifiesto: el ganadero, las diligencias, los bandidos, los pueblos mineros, los saloones atestados, los tahúres, los ganaderos y vaqueros, los sheriffs, las chicas, los pioneros, los indios... Sus relatos costumbristas sobre el "Lejano Oeste" harían luego fortuna en el cine y su estilo irónico e impresionista prefiguró la prosa americana posterior. Puede inscribirse en un cierto realismo costumbrista con ciertas dosis de Romanticismo. Véase novela del oeste.

## Obra
- The Lost Galleon and Other Tales (1867)
- Condensed Novels (1867)
- The Luck of Roaring Camp (1870)
- Plain Language from Truthful James (1870)
- Poems (1871)
- East and West Poems (1871)
- Stories of the Sierras and Other Sketches (1872)
- The Little Drummer (1872)
- Mrs. Skaggs' Husbands (1873)
- Tales of the Argonauts (1875)
- Echoes of the Foot-Hills (1875)
- Wan Lee: The Pagan (1876)
- Two Men of Sandy Bar (1876)
- Gabriel Conroy (1876)
- Thankful Blossom (1877)
- The Story of a Mine (1878)
- Drift from Two Shores (1878)
- The Twins of Table Mountain (1879)
- Poetical Works (1880)
- Flip and Found at Blazing Star (1882)
- In the Carquinez Woods (1883)
- On the Frontier (1884)
- By Shore and Sedge (1885)
- Maruja (1885)
- The Queen of the Pirate Isle (1886)
- Snow-Bound at Eagle's (1886)
- The Crusade of the Excelsior (1887)
- A Millionaire of Rough-and-Ready (1887)
- A Phyllis of the Sierras (1888)
- The Argonauts of North Liberty (1888)
- Cressy (1889)
- The Heritage of Dedlow Marsh (1889)
- A Ward of the Golden Gate (1890)
- A Waif of the Plains (1890)
- A Sappho of the Green Springs (1891)
- A First Family of Tasajara (1891)
- Colonel Starbottle's Client (1892)
- Susy: A Story of the Plains (1893)
- Sally Dows (1893)
- A Protégée of Jack Hamlin's (1894)
- The Bell-Ringer of Angel's (1894)
- Clarence (1895)
- In a Hollow of the Hills (1895)
- Poetical Works of Bret Harte (1896)
- Barker's Luck and Other Stories (1896)
- Three Partners (1897)
- Some Later Verses (1898)
- Tales of Trail and Town (1898)
- Stories in Light and Shadow (1898)
- Mr. Jack Hamlin's Meditation (1899)
- The Complete Poetical Works (1899)
- From Sand Hill to Pine (1900)
- Under the Redwoods (1901)
- Condensed Novels: Second Series (1902)
- Sue: A Play in Three Acts (1902)
- Openings in the Old Trail (1902)
- Trent's Trust (1903)
- The Lectures of Bret Harte (1909)
- Poems and Stories (1912)
- The Works of Bret Harte (1914)
- The Story of Enriquez (1924)
- Sketches of the Sixties (1926)
- The Letters of Bret Harte (1926)
- Representative Selections (1941)
- The Outcasts of Poker Flat (1952)
- Selected Letters of Bret Harte (1997)